# Чорноріцьк
Чорнорі́цьк (каз. Чернорецк) — село у складі Павлодарського району Павлодарської області Казахстану. Адміністративний центр Чорноріцького сільського округу.
Населення — 1422 особи (2021; 1499 у 2009, 1763 у 1999, 2525 у 1989).
Національний склад станом на 1989 рік:
- росіяни — 37 %
- казахи — 29 %

Станом на 1989 рік село називалось Чорноріцьке.